# Denkmale der deutschen Könige und Kaiser
Denkmale der deutschen Könige und Kaiser ist ein zuerst 1962 veröffentlichtes Werk des deutschen Historikers Percy Ernst Schramm (1894–1970), in dem der Autor den beweglichen Besitz der mittelalterlichen deutschen Herrscher von Karl dem Großen bis Friedrich II. überblicksartig darstellt.
Zu diesem Besitz zählen alle mobilen Gegenstände von Wert, die nachweislich einem Herrscher des genannten Zeitraums gehört haben oder von ihm an Dritte (beispielsweise an kirchliche Einrichtungen) veräußert wurden. Schramm berücksichtigt dabei nicht nur heute noch vorhandene Gegenstände, sondern auch solche, von denen nur noch Abbildungen vorhanden sind, sofern ihr Zusammenhang mit einem Herrscher in der oben beschriebenen Weise erwiesen ist.
Unter Rückgriff auf zeitgenössische Quellen, in denen von herrscherlichem Besitz die Rede ist, als auch auf die überlieferten Gegenstände selbst unternimmt Schramm den „Versuch einer Rekonstruktion des Hortes und des sonstigen beweglichen Herrscherbesitzers“ (so auch der Titel des Ersten Teils des Werkes). Auf eine Klärung der Begriffe „Schatz“ und „Hort“ (ersterer in seiner ursprünglichen Bedeutung verstanden als „gemünztes oder ungemünztes Edelmetall“, wohingegen zum „Hort“ ebenso Reliquien und andere Gegenstände nicht nur materiellen, sondern auch ideellen Wertes rechnen) sowie zwei Kapitel, die sich den Horten der Völkerwanderungszeit bzw. Karls des Großen widmen, folgt eine Beschreibung der „Bestandteile des mittelalterlichen Königshortes und -besitzes“, zu denen Schramm (in dieser Reihenfolge) Reliquien, die Ausstattung der Kapelle, die eigentlichen Herrschaftszeichen (also Throne, Kronen etc.), Gewänder, Stoffe und Pelze, Waffen und Sättel, Schmuck- und Prunkstücke, Unterhaltungsspiele, Musikinstrumente, Bücher, Karten und astronomisches Gerät, Kuriositäten und Luxuswaren, Jagdhunde, Falken, Menagerie und Zwerge sowie den Schatz d. h. den Edelmetallbesitz zählt. Im Anschluss bemüht sich der Autor, die Geschichte der Erwerbungen und Veräußerungen des Hortes zu rekonstruieren. Ergänzt werden diese Ausführungen im Abschnitt Dokumente um die Schriftquellen, auf die sich seine Darstellung stützt.
Der zweite Teil des Werks enthält den von der Kunsthistorikerin Florentine Mütherich erstellten Katalog der beschriebenen Gegenstände, die im dritten Teil sämtlich in großformatigen Schwarzweißabbildungen präsentiert werden. Im Anhang findet sich neben dem Abbildungsverzeichnis sowie einem Namen- und Sachwortregister auch noch ein Verzeichnis der angeführten Objekte, alphabetisch geordnet nach ihren jeweiligen Aufbewahrungsorten.
Zu den von Schramm und Mütherich beschriebenen Gegenständen zählen, sortiert nach Herrscherdynastien, u. a. 
Karolingische Herrscher
- Aachener Königsthron
- Godescalc-Evangelistar
- Dagulf-Psalter
- Schatzkammer-Evangeliar
- Krönungsevangeliar
- Lothar-Evangeliar
- Gebetbuch Karls des Kahlen

Sächsische Herrscher
- Heilige Lanze
- Reichskrone
- Gebetbuch Ottos III.
- Liuthar-Evangeliar
- Lotharkreuz
- Evangeliar Ottos III. (München)
- Perikopenbuch Heinrichs II.
- Sternenmantel Heinrichs II.
- Kunigundenmantel
- Bamberger Apokalypse

Salische Herrscher
- Reichskreuz
- Perikopenbuch Heinrichs III.
- Speyerer Evangeliar
- Reichsschwert
- Kaiserstuhl Goslar

Staufische Herrscher
- Cappenberger Barbarossakopf
- Barbarossaleuchter
- Krönungsmantel
- Reichsapfel
- Dreikönigenschrein

Im Jahr 1978 erschien ein zweiter Band des Werkes, der die Denkmale der deutschen Könige und Kaiser des Spätmittelalters von Rudolf I. bis Maximilian I. (1273–1519) behandelt.